# 29 سبتمبر
- السبت
- الأحد
- الاثنين
- الثلاثاء
- الأربعاء
- الخميس
- الجمعة

- 307 ربيع الأول 1447  هـ
- 318 ربيع الأول 1447  هـ
- 19 ربيع الأول 1447  هـ
- 210 ربيع الأول 1447  هـ
- 311 ربيع الأول 1447  هـ
- 412 ربيع الأول 1447  هـ
- 513 ربيع الأول 1447  هـ
- 614 ربيع الأول 1447  هـ
- 715 ربيع الأول 1447  هـ
- 816 ربيع الأول 1447  هـ
- 917 ربيع الأول 1447  هـ
- 1018 ربيع الأول 1447  هـ
- 1119 ربيع الأول 1447  هـ
- 1220 ربيع الأول 1447  هـ
- 1321 ربيع الأول 1447  هـ
- 1422 ربيع الأول 1447  هـ
- 1523 ربيع الأول 1447  هـ
- 1624 ربيع الأول 1447  هـ
- 1725 ربيع الأول 1447  هـ
- 1826 ربيع الأول 1447  هـ
- 1927 ربيع الأول 1447  هـ
- 2028 ربيع الأول 1447  هـ
- 2129 ربيع الأول 1447  هـ
- 2230 ربيع الأول 1447  هـ
- 231 ربيع الآخر 1447  هـ
- 242 ربيع الآخر 1447  هـ
- 253 ربيع الآخر 1447  هـ
- 264 ربيع الآخر 1447  هـ
- 275 ربيع الآخر 1447  هـ
- 286 ربيع الآخر 1447  هـ
- 297 ربيع الآخر 1447  هـ
- 308 ربيع الآخر 1447  هـ
- 19 ربيع الآخر 1447  هـ
- 210 ربيع الآخر 1447  هـ
- 311 ربيع الآخر 1447  هـ

29 سبتمبر أو 29 أيلول أو يوم 29 \ 9 (اليوم التاسع والعشرون من الشهر التاسع) هو اليوم الثاني والسبعون بعد المئتين (272) من السنوات البسيطة، أو اليوم الثالث والسبعون بعد المئتين (273) من السنوات الكبيسة وفقًا للتقويم الميلادي الغربي (الغريغوري). يبقى بعده 93 يوما لانتهاء السنة.

## أحداث
- 1908 - «المؤتمر الدولي لحماية العمل» والمنعقد بمدينة لوسرن بسويسرا يقرر منع العمل الليلي بالنسبة للأطفال تحت عمر 14 سنة.
- 1911 - إيطاليا تعلن الحرب على الدولة العثمانية.
- 1918 - استسلام بلغاريا لقوات التحالف خلال الحرب العالمية الأولى.
- 1923 - بداية الانتداب البريطاني على فلسطين.
- 1939 - استسلام بولندا أمام الاتحاد السوفيتي وألمانيا النازية.
- 1940 - وقوع مجزرة «بابي يار» بأوكرانيا والتي استمرت ليومين.
- 1960 - الزعيم السوفيتي نيكيتا خروتشوف يفسد اجتماعًا في الجمعية العامة للأمم المتحدة عندما انفجر غاضبًا عدة مرات وقام بالضرب على الطاولة بكلتا يديه عدة مرات.
- 1962 - أحمد بن بلة يتولى منصب رئيس أول حكومة جزائرية بعد الاستقلال.
- 1969 - تأسيس أسرة الأدباء والكتاب في البحرين.
- 1971 - سلطنة عمان تنضم لجامعة الدول العربية.
- 1988 -
  - محكمة العدل الدولية تصدر حكمًا بأحقية مصر في طابا.
  - منح جائزة نوبل للسلام إلى قوات حفظ السلام التابعة للأمم المتحدة.
  - إقلاع المكوك الفضائي ديسكفري من قاعدة رأس كانافيرال بفلوريدا محملة بخمس رواد فضاء بمهمة دامت 4 أيام.
- 2002 - انطلاق دورة الألعاب الآسيوية الرابعة عشرة في بوسان، كوريا الجنوبية، بمشاركة 44 دولة.
- 2015 -
  - حركةُ طالبان تُسيطر على مدينة قندوز عاصمة ولاية قندوز في شمال أفغانستان.
  - وكالة «ناسا» الأمريكية تؤكد وجود «سائل الحياة» (الماء) تحت السطح المتجمد لكوكب المريخ.
- 2018 - زلزال يضرب جزيرة سولاوسي في إندونيسيا بقوة 7.5 درجات على مقياس ريختر ويتسبب بموجة تسونامي تودي بحياة 830 شخصًا على الأقل وإصابة أكثر من 1000 آخرين.
- 2020 - الشيخ نواف الأحمد الجابر الصباح يتولى الحكم في الكويت خلفًا للشيخ صباح الأحمد الجابر الصباح.

## مواليد
- 106 ق.م. - بومبيوس الكبير، قائد عسكري روماني.
- 828 - علي بن محمد الهادي الإمام العاشر عند الشيعة الإمامية الإثنا عشرية.
- 1518 - تينتوريتو، رسام إيطالي.
- 1547 - ميغيل دي ثيرفانتس، كاتب إسباني.
- 1571 - كارافاجيو، رسام إيطالي.
- 1810 - إليزابيث غاسكل، روائية إنجليزية.
- 1864 - ميجيل دي أونامونو، كاتب إسباني.
- 1881 - لودفيج فون ميزس، اقتصادي نمساوي.
- 1899 - لاديسلاو جوزيف بيرو، مخترع أرجنتيني من أصل هنغاري.
- 1901 - إنريكو فيرمي، عالم فيزياء أمريكي من أصل إيطالي حاصل على جائزة نوبل في الفيزياء عام 1938.
- 1907 - جين أوتري، مغني أمريكي.
- 1920 - بيتر ميتشل، عالم كيمياء بريطاني حاصل على جائزة نوبل في الكيمياء عام 1978.
- 1931 - جيمس كرونين، عالم فيزياء أمريكي حاصل على جائزة نوبل في الفيزياء عام 1980.
- 1932 - ميشال المر، سياسي لبناني.
- 1936 - سيلفيو برلسكوني، مالك ورئيس نادي إيه سي ميلان، ورئيس وزراء إيطاليا سابًقًا.
- 1941 - جون براور مينوش، أثقل إنسان على الإطلاق.
- 1942 - مير حسين موسوي، رئيس وزراء ووزير خارجية أسبق إيراني.
- 1943 - ليخ فاونسا، رئيس بولندا وحاصل على جائزة نوبل للسلام عام 1983.
- 1949 - عثمان جنيح، لاعب كرة قدم تونسي سابق ورئيس نادي النجم الرياضي الساحلي لثلاثة عشر عام.
- 1951 - ميشال باشيلي، رئيسة تشيلي.
- 1959 - شذى سالم، ممثلة عراقية.
- 1961 - جوليا غيلارد، رئيسة وزراء أستراليا.
- 1966 - بوجار نيشاني، رئيس جمهورية ألبانيا
- 1975 -
  - آلاء شاكر، ممثلة عراقية.
  - ألبرت سيلاديس، لاعب كرة قدم إسباني.
- 1976 - أندري شيفتشينكو، لاعب كرة قدم أوكراني.
- 1977 - نواف النجم، ممثل عراقي / كويتي.
- 1980 -
  - فهد الهنيدي، لاعب كرة قدم كويتي.
  - زاكري ليفي، ممثل أمريكي.
- 1981 - علي كنكوني، لاعب كرة قدم كويتي.
- 1984 - بير ميرتساكر، لاعب كرة قدم ألماني.

## وفيات
- 1560 - الملك غوستاف الأول، ملك السويد.
- 1825 - دانيال شايز، متمرد أمريكي.
- 1839 - فريدرش موس، عالم معادن وجيولوجي ألماني.
- 1902 - إميل زولا، كاتب فرنسي.
- 1925 - ليون بورجوا، سياسي فرنسي حاصل على جائزة نوبل للسلام لعام 1920.
- 1927 - فيلم أينتهوفن، طبيب هولندي حاصل على جائزة نوبل في الطب عام 1924.
- 1981 - بيل شانكلي، لاعب ومدرب كرة قدم اسكتلندي.
- 1986 - عمار سميسم، فقيه جعفري وقاضي شرعي عراقي.
- 1994 - الشاب حسني، مغني جزائري.
- 1997 -علي مراد فراشبندي، صحفي وكاتب ومؤرخ إيراني.
- 2008 - يوسف صبري أبو طالب، وزير الدفاع المصري سابقًا.
- 2010 -
  - توني كيرتيس، ممثل أمريكي.
  - جورج تشارباك، عالم فيزياء فرنسي / بولندي حاصل على جائزة نوبل في الفيزياء عام 1992.
- 2012 -
  - الأمير هذلول بن عبد العزيز آل سعود، رئيس نادي الهلال السعودي.
  - هيبي كامارغو، ممثلة ومذيعة برازيلية.
- 2013 - كوثر العسال، ممثلة وكاتبة مصرية.
- 2015 - الأمير نواف بن عبد العزيز آل سعود، المستشار الخاص للملك عبد الله بن عبد العزيز آل سعود.
- 2017 - أبو تحسين الصالحي، عسكري عراقي يلقب ب قناص الدواعش.
- 2018 - إبراهيم الجرادي، شاعر سوري.
- 2019 - سامي عبد الحميد، ممثل ومخرج عراقي.
- 2020 -
  - عبد الرحمن عبد الخالق، عالم مسلم مصري كويتي.
  - صباح الأحمد الجابر الصباح، أمير دولة الكويت الخامس عشر، والخامس بعد الاستقلال من المملكة المتحدة.

## أعياد ومناسبات
- عيد المخترعين في الأرجنتين.
- اليوم العالمي للقلب.

## وصلات خارجية
- وكالة الأنباء القطريَّة: حدث في مثل هذا اليوم.
- النيويورك تايمز: حدث في مثل هذا اليوم.
- BBC: حدث في مثل هذا اليوم.